# Tlacojalpan (municipalité)
La municipalité de Tlacojalpan est l'une des 212 municipalités de l'État de Veracruz, et est située dans la partie sud-est de cet État, au Mexique. Elle se trouve au sud du golfe du Mexique, sur la limite administrative séparant l'État de Veracruz et l'État de Oaxaca, située au sud de son territoire. Elle prend appui au nord-ouest sur le fleuve Río Papaloapan, et se trouve sur sa rive droite. Son chef-lieu est la ville éponyme de Tlacojalpan, qui se trouve elle aussi sur ce fleuve. Cette municipalité est rattachée administrativement à la région Papaloapan, qui est une des 10 régions de l'État de Veracruz.

## Géographie
Le territoire de la municipalité de Tlacojalpan, de forme irrégulière, prend appui au sud sur la limite administrative séparant l'État de Veracruz et l'État de Oaxaca, et au nord ouest sur le cours du fleuve Río Papaloapan, qu'il outrepasse à un moment, prenant alors appui sur un ancien méandre du fleuve, encore visible sur les vues satellites. Son chef-lieu éponyme, Tlacojalpan, occupe la partie nord de ce territoire, sur la rive orientale du Río Papaloapan. Ce territoire couvre une superficie de 103 km2, et était peuplé en 2010 de 4632 habitants, pour une densité de 45 habitants par km2.
La municipalité est limitrophe au nord de la municipalité de Cosamaloapan de Carpio, à l'ouest de celle de Otatitlán, au sud, dans l'État de Oaxaca, de celles de San Juan Bautista Tuxtepec et de Loma Bonita, et à l'est, à nouveau dans l'État de Veracruz, de celle de Tuxtilla.

## Composition et démographie
La municipalité était composée en 2010 de 14 localités, dont une seule était considérée comme urbaine, les autres étant rurales.
| Population                | Localité |
| ------------------------- | -------- |
| Tlacojalpan               | 4006     |
| Ambrosio Alcalde          | 205      |
| Calatepec                 | 142      |
| Anexo Veinte de Noviembre | 100      |
| Playa María (San José)    | 88       |
| Reste des localités       | 91       |
| Total population          | 4632     |

En plus de l'espagnol, plusieurs langues amérindiennes sont parlées dans la municipalité, dont les principales sont par ordre d'importance : le mazatèque et le zapotèque.

## Économie

### Agriculture et élevage
La superficie des parcelles semées représentait, en 2014 une surface totale de 4761,1 hectares, parmi lesquels 3342,1 hectares étaient voués à la culture de la canne à sucre, 280 hectares voués à la culture de la banane, et 431 hectares à celle du maïs.
En 2014, la production de viande par tonnes comprenait 44 tonnes de viande bovine, 43 tonnes de viande porcine, 3 tonnes de viande ovine, 28 tonnes de volailles, et 2 tonnes de dinde. La superficie vouée à l'élevage représentait alors 550 hectares.